# امیلی دو فورست
امیلی شارلوت-ویکتوریا دو فورست (به دانمارکی: Emmelie Charlotte-Victoria de Forest) (زاده ۲۸ فوریه ۱۹۹۳) یک خواننده دانمارکی است. او با ترانه فقط قطره‌های اشک برنده مسابقه آواز یوروویژن ۲۰۱۳ شد. او ۲۸۱ امتیاز گرفت.
پس از موفقیت امیلی در یوروویژن ۲۰۱۳، هزاران نفر از مردم دانمارک با ورود به خیابانهای کپنهاگ، موفقیت کشورشان در پیروزی مسابقه یوروویژن را جشن گرفتند.